# Campo de Santana
Tacima (vroeger Campo de Santana) is een gemeente in de Braziliaanse deelstaat Paraíba. De gemeente telt 9.854 inwoners (schatting 2009).